# Saint-Sauveur-de-Cruzières
Saint-Sauveur-de-Cruzières là một xã ở tỉnh Ardèche, vùng Rhône-Alpes ở đông nam nước Pháp.